# 캐나다 왕립 공군
캐나다 왕립 공군(영어: Royal Canadian Air Force, 프랑스어: Aviation royale canadienne, RCAF)는 캐나다 국군을 이루는 군사 조직의 일부로서 캐나다의 영공을 방위한다.